# 밧지 연맹
밧지 연맹 또는 브리지 연맹은 남아시아 북동부 후기 철기 시대에 존재했던 고대 인도아리아계 부족연맹체이다.
밧지 연맹은 바이샬리의 리차비족을 맹주로 성립된 부족공화국들의 연맹체였다. 연맹의 다른 구성원들은 비데하족, 나야족, 밧지족이 있었는데 이들은 리차비족의 속국이었다. 두 개의 개별 공화국으로 조직된 말라족도 밧지 연맹의 일원이었지만 리차비족의 종속국이 아니었기 때문에 연맹 내에서 독립과 주권을 유지했다. 이러한 이유로 자이나교 자료들은 리차비족과 이웃한 쿠시나라와 파바의 말라족을 카시-코살라 공화국이라고 여겼다.
밧지 연맹이 8개의 씨족으로 구성되었다는 학자들 사이에서 한때 유행했던 견해는 5세기 불교 해설자인 붓다고사가 베살리의 법적 재판소에 "8개의 부족"이라는 의미로 해석된 아타쿨라(अट्ठकुलिक)가 포함되어 있다고 언급한 것을 잘못 읽은 것에 근거한다. 쿨라(कुल)는 팔리어로 씨족을 의미하는 반면 "부족"은 팔리어로 자나(जन)이며, 이는 아타쿨라라는 용어가 8개의 부족이 아니라 바이샬리의 8개 주요 지배 가문의 수장을 가리킨다는 것을 의미한다.
밧지 연맹은 밧지 평의회에 의해 관리되었는데, 평의회는 18명의 평의원으로 구성되었으며, 그 중 9명은 연맹의 맹주 부족인 리차비족 출신이었고 나머지 9명은 비데하족, 나야족, 밧지족 및 말라족 출신이었다. 리차비족이 연맹의 맹주 부족이었기 때문에 그들의 수도인 바이샬리가 밧지 연맹의 본부였으며, 그들의 군대는 또한 밧지군으로 기능했지만 다른 가맹 부족도 연맹에 병력을 제공해야 했다.

## 어원
밧지 연맹은 가맹 부족 중 한때 연맹의 수도인 바이샬리에서 가장 강력한 부족이었던 밧지족의 이름을 따서 명명되었다. 밧지 연맹이 위치한 이전 비데하 왕국의 더 넓은 지역은 차례로 연합의 이름을 따서 명명되었다.
중국의 순례자 현장에 따르면, "단결된 밧지"를 의미하는 삼밧지라는 이름은 남아시아 북부 사람들이 밧지 연맹에 부여한 것이다.

## 위치
밧지 연맹의 지역은 히말라야산맥과 마하난다강, 갠지스강, 사단니라강으로 각각 북쪽, 동쪽, 남쪽, 서쪽으로 경계를 이루고 있다.
밧지 연맹 내에서 리차비족은 남서부 지역, 갠지스강 바로 북쪽과 사다니라강 동쪽에 살았다.
비데하족은 사다니라강과 카우시키강 사이의 히말라야 산기슭을 따라 살았으며 오늘날 타라이 지역과 낮은 언덕 범위를 포함한 네팔의 남동부 지역과 오늘날 인도 비하르주의 북부 지역에 살았다.
나야족은 쿤다가마(산스크리트어로 쿤다그라마) 또는 팔리어로 쿤다푸라라고하는 작은 마을 인 수도 주변의 작은 지역에 위치했으며, 북동쪽으로 바이샬리의 리차비족 및 밧지 수도와 가까운 어딘가에 있었다. 다른 나야족 정착지에는 콜라가라는 바이샬리의 북동쪽 교외 지역과 명목상 콜라가에 있는 나야족 정착지의 일부였지만 물리적으로는 그 밖에 있는 두이팔라사라는 세티야가 포함되었다.

## 역사
밧지 연맹은 대마가다 문화권의 동부 갠지스 평원에 있는 인도-아리안 부족인 비데하족이 세운 옛 마하비데하 왕국의 영토에 위치했다. 기원전 800년경 마하비데하("큰 비데하") 왕국은 서쪽의 사다니라강, 동쪽의 카우시키강, 남쪽의 갠지스강, 북쪽의 히말라야산맥 사이에 세워졌다.
붓다의 생애 직전 또는 도중인 기원전 7세기 또는 6세기경에 마하비데하 왕국은 인도아리아인 부족인 리차비족의 침략으로 미틸라를 일시적으로 점령당했다. 공화정 부족인 리차비족이 비데하를 점령한 결과 이미 약해진 비데하 군주정이 상대적으로 평화롭게 전복되고 이를 공화정 체제가 대체하였다.
갠지스강 남쪽에서 떠오르는 마가다의 세력에 직면한 리차비족은 옛 비데하 왕국의 남쪽 부분에 공화국을 설립하고 정치 중심지를 그때까지 변두리 지역이었던 바이샬리로 옮겼다. 한편 새로운 비데하 공화국은 미틸라를 중심으로 리차비의 북쪽에 위치한 제한된 영토에 존재했다. 리차비족에 복종했던 비데하 귀족의 많은 구성원이 바이샬리로 이동하는 데 합류하여 리차비 유력 귀족의회의 구성원이 되었다.
일단 바이샬리 주변에 정착한 리차비족은 가나상가(귀족 과두제 공화국)로 조직된 국가를 형성했다. 이후 리차비족 자신은 옛 비데하 왕국의 영토 내에서 주도적인 세력이 되었으며 리차비족 의회는 이 영토에 대한 주권 및 최고 권한을 보유했다. 리차비족은 자신들이 주도하는 임시 연맹으로 바이샬리 지역에서 가장 강력한 부족이자 연맹의 구성 부족 중 하나로 그들 자신의 주권을 지니고 있었던 밧지족의 이름을 따서 밧지 연맹을 설립하였다.
비데하 공화국은 미틸라와 그 주변에 위치했고 리차비 평의회라는 이름으로 통치하는 크샤트리야 의회에 의해 통치되었다. 따라서 비데하 공화국은 리차비 공화국에게 상당한 영향을 받았으며 밧지 연맹에 가입되어 비데하족의 외교 정책을 완전히 통제하는 리차비족의 감독하에 국내 행정과 관련하여 제한된 자율성을 가졌다. 독립 부족을 형성한 비데하족의 하위 집단인 나야족은 밧지 연맹의 또 다른 가맹국이었으며, 따라서 그들은 전쟁과 외교 정책을 밧지 연맹에 위임했다. 말라족은 밧지 연맹에 가입하여 불안정한 기간 동안 공통적으로 직면했을 수 있는 위험을 처리했는데, 리차비족에게 종속된 다른 가맹 부족과 달리 밧지 연맹 내에서 주권을 유지했으며, 연맹의 다른 구성원인 리차비족, 비데하족 및 나야족과 우호적인 관계를 유지했지만 이 공화국들 사이에서 가끔 다툼이 발생하기도 했다.
기원전 6세기 동안, 리차비족의 가나무키야("공화국 수반")는 체타카였으며, 밧지 연맹에서도 그를 맹주로 삼았다. 체다가의 여동생 트리샬라는 나야족의 가나 무키야인 싯다르타와 결혼했으며, 이 결혼은 그가 이끄는 나야족의 바이샬리와 가까운 중요한 지리적 위치로 인해 싯다르타의 정치적 중요성과 싯다르타의 밧지 평의회 회원 자격으로 인해 맺어졌다. 체타카의 조카인 싯다르타와 트리샬라의 아들은 24대 자이나교 티르탕카라인 마하비라였다. 체타카는 그의 조카 마하비라의 가르침을 숙달하고 자이나교를 받아들여, 수도 바이샬리를 자이나교의 요새로 만들었고, 그의 여섯째 딸인 수제쉬타는 자이나교 수녀가 되었으며, 외교관이 그의 다른 딸들이 다양한 지도자들과 결혼하면서 자이나교가 남아시아 북부에 퍼지는 데 기여했다. 프라바바티는 신두-사우비라의 웃다야나 왕과 결혼했다. 파드마바티는 앙가의 다디바하나 왕과 결혼했으며, 므리가바티는 밧사의 사타니카 왕과 결혼했으며 그들의 아들은 유명한 웃다야나이다. 시바는 아반티의 프라드요타 왕과 결혼했으며, 지예스타는 체타카의 조카인 쿤다가마의 난디바르다나와 결혼했는데, 그는 트리샬라의 아들이자 마하비라의 형이었다. 셀라나는 마가다의 빔비사라 왕과 결혼했다.
붓다의 입멸 후 리차비족, 말라족 및 샤카족은 그의 유물의 몫을 주장했지만 비데하족과 나야족은 리차비족의 종속 부족이었기 때문에 몫을 주장하는 국가 목록에 나타나지 않았으며, 따라서 자신들의 몫을 내세울 수 없었다.

### 마가다의 정복
밧지 연맹을 이끌었던 리차비족과 남부 이웃인 마가다 왕국 간의 관계는 처음에는 좋았고 마가다 왕 빔비사라의 아내는 바이샬리 공주 바사비였다. 그럼에도 불구하고 리차비족과 마가다 사이에는 붓다의 사후 유물을 획득하기 위해 쿠시나라의 말라족 수도에서 경쟁하는 등 때때로 긴장이 있었다.
또 다른 경우에 리차비족은 한때 갠지스강 건너편에서 마가다 영토를 침공했으며 어느 시점에서 마가다와 리차비 사이의 관계는 리차비족이 마가다 왕 빔비사라에 대해 저지른 중대한 범죄의 결과로 영구적으로 악화되었다.
리차비와 마가다 사이의 적대감은 빔비사라를 죽이고 마가다의 왕좌를 찬탈한 아자타샤트루의 통치하에 계속되었다. 마침내 리차비는 그의 의붓동생이자 앙가의 총독인 베할라가 아자타사트루를 상대로 일으킨 반란을 지지했다. 베할라는 그의 또 다른 리차비족의 아내인 셀라나의 아들이었다. 빔비사라는 아자타샤트루가 그를 상대로 음모를 꾸민 것이 발각되자 그에 대한 총애를 잃고 자신의 후계자로 베할라를 선택했으며, 리차비족은 아자타샤트루가 왕위를 찬탈한 후에 비올라를 마가다의 왕좌에 앉히려고 시도했고 베할라가 그의 반란의 근거지로 그들의 수도 바이샬리를 사용하도록 허락했다. 이 반란이 실패한 후, 베할라는 밧지 연맹의 수도인 바이샬리로 도망갔고, 아자타샤트루는 밧지 연맹과 반복적으로 협상을 시도했지만 결국 실패로 끝나자 기원전 484년 밧지 동맹에 전쟁을 선포했다.
리차비와 마가다 사이의 긴장은 리차비족이 이끄는 바지카 연맹이 정기적으로 모든 귀중품을 코지가마에서 수집하고 마가다에게 아무 것도 맡기지 않는 강가의 코지가마의 마가다-리차비 공동 국경 초소를 처리하면서 악화되었다. 따라서 아자타샤트루는 그에 대한 보복으로 밧지 동맹을 파괴하기로 결정한 것이지만, 또 다른 이유는 그의 어머니 바사비가 비데하의 후손인 리차비 공주였기에 그가 야심한 제국 건설자로서 당시 밧지 동맹의 일부였던 옛 마하비데하 왕국의 영토에 눈독을 들였기 때문이다. 밧지 동맹에 대한 아자타사트루의 적대감은 또한 마가다와 밧지 연맹 사이의 정치적 조직의 형태가 다른 결과로서, 전자는 군주제이고 후자는 공화제이며, 고대 그리스 왕국의 스파르타가 아테나이의 민주적인 정부 형태에 반대하는 것, 그리고 고대 마케도니아 왕 필리포스 2세와 아테나이와 테바이 공화국 사이의 적대 관계와 크게 다르지 않았다.
비데하족, 나야족 및 말라족도 밧지 연맹의 구성원으로서 아자타샤트루의 위협을 받았으며 연맹의 가나 무키야인 체타카는 전투가 시작되기 전에 말라족의 라자와 전쟁 협의를 가졌다. 따라서 비데하족, 나야족 및 말라족도 마가다에 대항하여 연맹 편에서 싸웠다. 밧지 연맹의 군대는 초기에 아자타샤트루가 그들을 상대로 성공하기에는 너무 강했고, 기원전 468년까지 마침내 밧지 연맹을 패배시키고 다음을 포함한 영토를 합병하기 위해 10년에 걸쳐 외교와 음모에 의존해야 했다. 전쟁이 마가다의 승리로 끝난 이후 리차비, 비데하, 나야는 마가다 왕국으로 합병되고 말라족도 마가다의 일부가 되었지만 내정 측면에서 제한된 정도의 자치권이 허용되었으며 마우리아 왕조가 마가다를 통치할 때까지 혹은 얼마 지나지 않아 공화 부족으로 존재하는 것을 중단했다. 그럼에도 불구하고 리차비족은 아자타샤트루에 의한 패배에서 살아남았고, 리차비 의회가 마하비라의 죽음을 기념하여 축제를 제정한 방법에 의해 입증된 바와 같이 마가다 통치 하에서 어느 정도 지역 자치권 내에서 더 오랫동안 리차비 공화국의 구조가 존속했다.

## 같이 보기
- 인도의 역사
- 힌두교의 역사